# Sunny (sanger)
Lee Soon-kyu, (født 15. maj 1989), der bruger kunstnernavnet Sunny, er en amerikansk-født koreansk sanger, danser, DJ, MC, model, skuespiller og medlem af den sydkoreanske pige gruppe Girls' Generation.

## Biografi
Sunny blev født den 15. maj 1989 i Los Angeles, Californien, og flyttede til Kuwait, mens hun stadig var et spædbarn. Hendes familie flyttede til Sydkorea omkring tidspunktet for Golfkrigen. Hun deler den samme fødselsdag med sine to ældre søstre (Lee Eun-kyu og Lee Jin-kyu). Hun taler flydende koreansk. Hendes far var i kollegiebandet Hwaljooro med Bae Chul-soo. Hun er niece til Lee Soo Man, grundlæggeren af SM Entertainment.
I 1998 indgik Sunny Starlight Entertainment og blev en praktikant i fem år før overførsel til Starworld hvor hun blev medlem af en duet kaldet "Sugar", som aldrig debuterede. En af hendes ældre søstre var manager for Sugar, men når gruppen opløst, blev hun aktiv i andre dele af musikindustrien.
I 2007 blev Sunny anbefalet af sangeren Ayumi, der overføres til SM Entertainment. Efter flere måneders træning under SM Entertainment, Sunny debuterede som medlem af Girls' Generation samme år.